# Паспорт Интерпола
Паспорт Интерпола — особый проездной документ, выдаваемый Интерполом своим сотрудникам для служебных командировок. Позволяет получать визу уже после прибытия в страну. В качестве документа признаётся не всеми государствами. Некоторые страны, например, Армения, признали паспорт Интерпола документом, дающим право безвизового въезда. Первый паспорт Интерпола получил глава МВД Украины Анатолий Могилёв. Помимо паспорта, у Интерпола есть и удостоверение личности в виде карты.